# James Larkin
James Larkin   (Liverpool, 21 de gener de 1876 - Dublín, 30 de gener de 1947), de vegades conegut com Jim Larkin o Big Jim, va ser un republicà, socialista i líder sindical irlandès. Va ser un dels fundadors del Partit Laborista Irlandès juntament amb James Connolly i William O'Brien, i més tard el fundador de la Irish Worker League (un partit comunista reconegut per la Comintern com la secció irlandesa del moviment comunista mundial)., així com la Unió General dels Treballadors i el Transport Irlandès (ITGWU) i la Unió dels Treballadors d'Irlanda (els dos sindicats més tard es van fusionar per convertir-se en SIPTU, el sindicat més gran d'Irlanda).
Juntament amb Connolly i Jack White, també va ser fundador de l'Exèrcit Ciutadà Irlandès (ICA); grup paramilitar que participà en les lluites del Locaut de Dublin i de l'aixecament de Pasqua de 1916. Larkin va ser una figura cabdal del moviment sindicalista.